# Karl-Evert Kevestad
Karl-Evert Kevestad, född 3 april 1921 i Hälleforsnäs, Floda socken i Södermanlands län, död 28 augusti 2007 i Eskilstuna, var en svensk målare, tecknare, skulptör och grafiker.
Han var son till Ernst Gunnar Carlsson och Marta Linnea Andersson. Kevestad studerade konst för Kåge Liefwendal i Strängnäs och vid Otte Skölds målarskola samt vid Konsthögskolan i Stockholm 1948–1953. Separat ställde han ut på Galerie Æsthetica 1955 och tillsammans med Ingvar Larsson på Konstsalongen i Eskilstuna 1949. Han medverkade i utställningar med Sörmlands konstförening och var representerad vid Nationalmuseums utställning Unga tecknare. Hans konst består av stilleben, figurer, porträtt och landskap i olja, akvarell, tusch, blyerts och grafik. Vid sidan av sitt eget skapande var han verksam med kyrkorestaureringar och under en period konstnärlig ledare vid Kungliga Dramatiska teaterns dekorateljéer. Kevestad är representerad vid Moderna museet och Eskilstuna konstmuseum.

### Fotnoter
1. ↑  Karl-Evert Kevestad Moderna Museet, samlingen.